# Armboutskappel
Armboutskappel of Armbouts-Kappel (officieel: Armbouts-Cappel) is een gemeente in de Franse Westhoek, in het Franse Noorderdepartement (Frans: département du Nord). De gemeente ligt in Frans-Vlaanderen in de streek Blootland. Zij grenst aan de volgende omliggende gemeenten: Groot-Sinten in het Noordwesten, Duinkerke in het noorden, Kapelle in het noordoosten, Spijker in het westen, Pitgam in het zuidwesten, Steene in het zuiden en Bieren in het zuidoosten. De gemeente telde op 1 januari 2022 2.097 inwoners.
In het zuidwesten van de gemeente is het gehucht Grand-Millebrugghe gelegen. Dit gehucht ligt deels op het grondgebied van buurgemeente Steene. Grand Millebrugghe ligt aan weerszijden van het Kanaal van de Hoge Kolme, een deel van de Kolme, dat de grens vormt tussen de twee gemeenten. 

## Naam
Armboutskapel wil zeggen Kapel van Erembout. Erembout of Erembald was burggraaf van Brugge.

## Geschiedenis
De plaats werd in 1067 vermeld als Capella Erembaldi in een document van Boudewijn VI, graaf van Vlaanderen, over de Abdij van Sint-Winoksbergen.
In 1658 werd een deel van Armboutskappel Engels grondgebied, een ander deel bleef Spaans. In 1662 kocht de Franse koning Lodewijk XIV het Engelse deel, en het Spaanse deel werd Frans krachtens de Vrede van Aken.
In 1862 vond er te Armboutskappel een aardbeving plaats. Een deel van de plaats, inclusief de kerk, werd verwoest in juni 1940 door oorlogsgeweld tijdens de Slag om Duinkerke.

## Bezienswaardigheden
- De Sint-Maartenskerk (Église Saint-Martin)

## Natuur en landschap
Armboutskappel ligt in het Blootland op een hoogte van 0-6 meter. In het zuiden vindt men de Kolme. Het plaatsje ligt dicht bij de Duinkerkse agglomeratie en vlak erbij ligt de autoweg A25 die Duinkerke met Rijsel verbindt.

## Geografie
De oppervlakte van Armboutskappel bedroeg op 1 januari 2022 10,15 vierkante kilometer; de bevolkingsdichtheid was toen 206,6 inwoners per km².

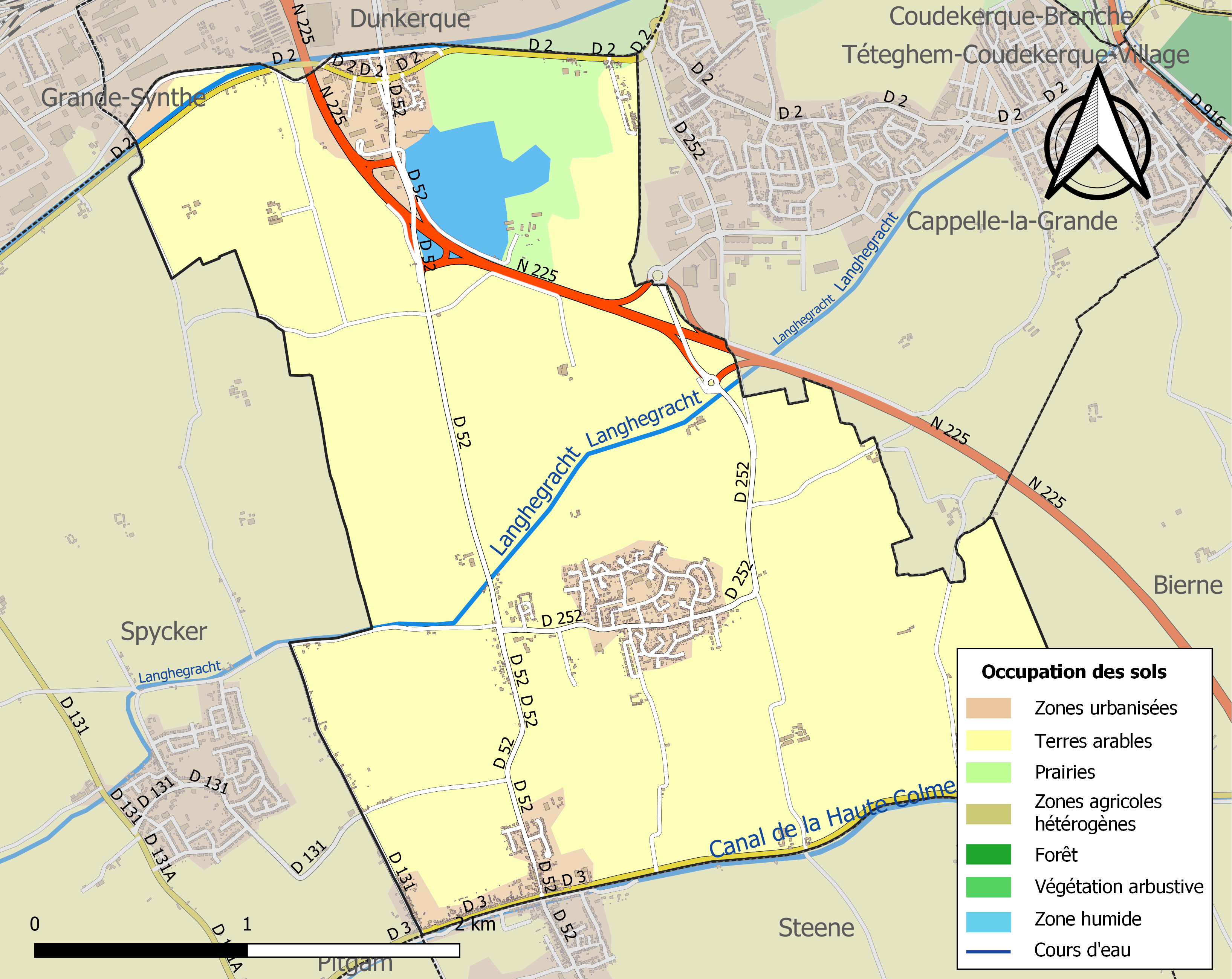
Kaart van de gemeente met belangrijkste infrastructuur, bodemgebruik en omliggende gemeenten

## Demografie
Onderstaande figuur toont het verloop van het inwonertal (bron: INSEE-tellingen).

## Nabijgelegen kernen
Klein-Sinten, Kapelle (Capelle-la-Grande), Spijker, Steene
Armboutskappel · Bieren · Kapelle · Nieuw-Koudekerke · Sint-Winoksbergen · Spijker · Stene · Téteghem-Coudekerque-Village · Uksem
Armboutskappel · Arneke · Bambeke · Bavinkhove · Belle · Berten · Bieren · Bissezele · Blaringem · Boeschepe · Boezegem · Bollezele · Borre · Bray-Dunes · Broekburg · Broekkerke · Broksele · Buisscheure · Drinkam · Duinkerke · Ebblingem · Eke · Ekelsbeke · Eringem · Gijvelde · Godewaarsvelde · La Gorgue · Grand-Fort-Philippe · Grevelingen · Groot-Sinten · Hardefoort · Haverskerke · Hazebroek · Herzele · Holke · Hondegem · Hondschote · Hooimille · Houtkerke · Kaaster · Kapelle · Kapellebroek · Kassel · Killem · Kraaiwijk · Krochte · Kwaadieper · Lederzele · Ledringem · Leffrinkhoeke · Linde · Loberge · Loon · Meregem · Merkegem · Merris · Meteren · Millam · Moerbeke · Niepkerke · Nieuw-Berkijn · Nieuw-Koudekerke · Nieuwerleet · Noordpene · Ochtezele · Okselare · Oostkappel · Oud-Berkijn · Oudezele · Pitgam · Pradeels · Rekspoede · Rubroek · Ruisscheure · Sint-Janskappel · Sint-Joris · Sint-Mariakappel · Sint-Momelijn · Sint-Pietersbroek · Sint-Silvesterkappel · Sint-Winoksbergen · Soks · Spijker · Stapel · Steenbeke · Steenvoorde · Steenwerk · Stegers · Stene · Strazele · Terdegem · Téteghem-Coudekerque-Village · Tienen · Uksem · Vleteren · Volkerinkhove · Waalskappel · Warrem · Waten · Wemaarskappel · Westkappel · Wilder · Winnezele · Wormhout · Wulverdinge · Zegerskappel · Zerkel · Zermezele · Zoeterstee · Zuidkote · Zuidpene